# Karakumiella kaplini
Genre
Espèce
Synonymes
- Deuterosminthurus kaplini Martynova, 1979

Karakumiella kaplini, unique représentant du genre Karakumiella, est une espèce de collemboles de la famille des Bourletiellidae.

## Distribution
Cette espèce est endémique du Turkménistan. Elle se rencontre dans le désert du Karakoum.

## Publications originales
- (ru) Martynova, Chelnokov & Kaplin, 1979 : « About fauna and ecology of Collembola (species) in the eastern Karakum ». Izvestiya Akademii Nauk Kazakhskoi SSR Seriya Biologicheskaya44, vol. 1979, no 1, p. 35-44.
- (en) Bretfeld, 2010 : « Fifth report on Symphypleona from Russia, and also a review of Deuterosminthurus kaplini Martynova, 1979 from Turkmenistan (Insecta, Collembola) ». Soil Organisms, vol. 82, no 3, p. 301-316.